# Knock on Wood
Knock on Wood är en låt av Eddie Floyd, skriven av Eddie Floyd och Steve Cropper, som finns med på albumet Knock on Wood, utgivet 1966. Låten nådde plats nummer 28 på Billboard Hot 100. David Bowie gjorde en liveversion av låten som finns med på albumet David Live från 1974 och som även släpptes som singel samma år.  Amii Stewart gjorde en discoversion av låten 1979 och den nådde första platsen på Billboard Hot 100 i april 1979.